# Михайловка (Гаринский муниципальный округ)
Михайловка — деревня в Гаринском городском округе Свердловской области России. Автомобильное сообщение затруднено

## Географическое положение
Деревня Михайловка муниципального образования «Гаринский городской округ» расположена в 80 километрах (по автодороге в 99 километрах) к востоку-юго-востоку от посёлка Гари, в лесной местности на левом берегу реки Палька (левого притока реки Кыртымья, бассейна реки Тавда). Автомобильное сообщение с деревней затруднено.

## История
Деревня основана в начале XX века в ходе Столыпинской аграрной реформы, когда крестьянам было разрешено выходить из общины на хутора и отруба. 

## Население
| 2002 | 2010 |
| ---- | ---- |
| 6    | ↘0   |